# Viktor von Strauß und Torney

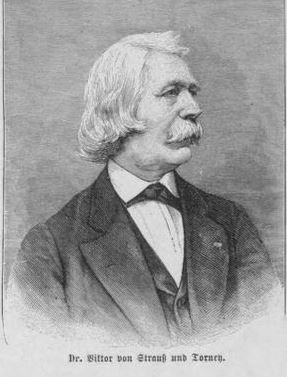
Viktor von Strauß und Torney

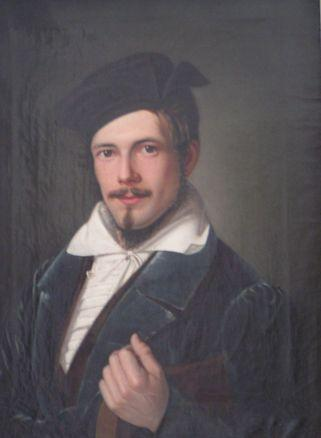
Viktor von Strauß

Friedrich Viktor Strauß, ab 1852 von Strauß, ab 1872 von Strauß und Torney (* 18. September 1809 in Bückeburg, Fürstentum Schaumburg-Lippe, heute Niedersachsen; † 1. April 1899 in Dresden) war fürstlich schaumburg-lippescher Minister, Kirchenlieddichter und Ehrenbürger der Stadt Dresden.

## Leben
Er entstammte einer alten hannoverschen Familie, die mit dem Pfarrer Georg Burchard Strauß (um 1584–1632) in Rethmar, bei Lehrte in Hannover, erstmals urkundlich genannt ist.
Strauß heiratete am 12. Juni 1832 in Bückeburg Albertine von Torney (* 12. März 1814 auf Gut Hedern, Böhme, Niedersachsen; † 13. März 1905 in Bückeburg), die Letzte ihres niedersächsischen Adelsgeschlechts und Tochter des königlich großbritannischen und kurfürstlich hannoverschen Kapitäns und Hauptmanns Christian David von Torney, Gutsherr auf Hedern, und der Henriette von Honstedt. Aus dieser Ehe stammen die Söhne Albert (1833–1896), Lothar (1835–1903) und Hugo (1837–1919) sowie die Tochter Hedwig von Schreibershofen (1840–1922), die als Schriftstellerin Bekanntheit erlangte. Viktor von Strauß und Torney ist der Großvater der Schriftstellerin Lulu von Strauß und Torney.
Strauß wurde mit seinen Kindern am 2. Juni 1852 mit Diplom vom 20. August 1852 in Wien in den österreichischen Adelsstand erhoben und erhielt mit seinen Söhnen Albert und Lothar am 15. Mai 1872 in Bückeburg die fürstlich schaumburg-lippesche Genehmigung zur Namen- und Wappenvereinigung mit dem der Familie von Torney. Sein Sohn Hugo hatte die entsprechende preußische Genehmigung bereits am 19. Februar 1872 in Berlin erhalten. Von Strauß und Torney verstarb 1899 in Dresden, wurde jedoch in seiner Heimatstadt Bückeburg beigesetzt.

## Werk
Strauß war fürstlich schaumburg-lippischer Gesandter und Minister. Außerdem war er D. theol. der Universität Leipzig, schaumburg-lippischer Wirklicher Geheimrat und Ehrenbürger der Stadt Dresden. Schließlich erlangte er Bekanntheit als Religionshistoriker, Dichter und Übersetzer.
Er übertrug 1870 als Erster das Tao Te King aus dem Chinesischen ins Deutsche. Seine Übersetzung ist bis heute gebräuchlich, sie wurde 1959 im Manesse Verlag neu aufgelegt und erschien dort 2004 in bereits 11. Auflage. Seine Übersetzung des Shijing (Buch der Lieder) von 1880 war die erste Gesamtübersetzung dieser ältesten chinesischen Gedichtsammlung aus dem Chinesischen ins Deutsche.
Bewegt von der lutherischen Erweckung dichtete er Kirchenlieder, von denen drei noch heute in offiziellen Gesangbüchern stehen: Ach komm, füll unsre Seelen ganz (Am vierten Sonntage nach Trinitatis, d. h. zu Lk 6,36-42, 1843, EG Baden, Elsass, Lothringen/Pfalz 656, EG Württemberg 648, RG 802) Herr, vor dein Antlitz treten zwei (Vor der Trauung, 1843, EG 238) und Des Jahres schöner Schmuck entweicht (Im Herbst, 1848, EG Hessen u. Nassau/Kurhessen-Waldeck 648, RG 544). Des Weiteren war er theologisch engagiert im Mitarbeiterkreis der Neuen Kirchlichen Zeitschrift (NKZ).
Während seines Studiums wurde er 1827 Mitglied der Burschenschaft Arminia Erlangen. Strauß dichtete außerdem 1867 das Bundeslied des Wingolfsbundes, er war bereits 1856 Ehrenmitglied des Erlanger Wingolfs geworden.
Sein schriftlicher Nachlass befindet sich im Staatsarchiv Bückeburg.

## Schriften (Auswahl)
- Gedichte, Bielefeld 1841
- Lieder aus der Gemeine für das christliche Kirchenjahr, Hamburg 1843
- Das Kirchenjahr im Hause, Heidelberg 1845
- Das kirchliche Bekenntniss und die lehramtliche Verpflichtung; mit nächster Beziehung auf des Herrn Dr. Julius Müller's Schrift "Die erste Generalsynode der evangelischen Landeskirche Preussens und die kirchlichen Befugnisse", Halle 1847
- Lieder über die vier Jahreszeiten und Beleuchtung der Lichtfreunde und ihrer Grundlehren, in: Christoterpe. Ein Taschenbuch für christliche Leser auf das Jahr 1848, hrsg. [...] von Albert Knapp, Heidelberg [1848?]
- Weltliches und Geistliches, Heidelberg 1856
- Ein Prediger in der Wüste, Erlangen 1871
- Novellen, Leipzig 1871
- Der Hannoversche Gesangbuchsentwurf und der Herr Schulinspector Backhaus, Hannover 1880
- Offenes Sendeschreiben an Herrn Oberstlieutnant von Egidy: Eine Beleuchtung seiner Schrift "Ernste Gedanken", Dresden 1881
- Der altägyptische Götterglaube, 2 Bde., Heidelberg 1889–1891.